# Roman Jahoda
Roman Jahoda (* 24. Juli 1976 in Brno, Tschechoslowakei) ist ein österreichischer Judoka. Er trägt den 3. Dan.

## Biografie
Roman Jahoda begann seine Karriere in Salzburg. Bereits in der österreichischen Nachwuchsauswahl machte er auf sich aufmerksam, als er 1992 bei den offenen Deutschen Meisterschaften den dritten Rang belegte. Ein Jahr später wurde er Dritter bei den österreichischen Meisterschaften in der allgemeinen Klasse. Nach der Matura verpflichtete er sich beim Österreichischen Bundesheer und war zehn Jahre lang ein Bestandteil der österreichischen Nationalmannschaft. Er startete bei der Europameisterschaft 1998 den 5. Rang. 1999 kämpfte er für Österreich bei der Judo-Weltmeisterschaften in Birmingham.
Nach seiner aktiven Karriere arbeitete er als Physiotherapeut.

## Erfolge
- 1. Rang A-Tournament Sofia 2002 –81 kg
- 1. Rang A-Tournament Sofia 1998 – 90 kg
- 1. Rang A-Tournament Budapest Bank Cup 1997 – 86 kg
- 2. Rang Militärweltmeisterschaft 1999 in Zagreb – 90 kg
- 3. Rang Militärweltmeisterschaft 1991 in St. Petersburg – 90 kg
- mehrfacher österreichischer Meister[1]